# 尹自重
尹自重（1903年—1985年5月8日）廣東音樂「四大天王」之一，人稱「B叔」。祖籍廣東東莞，出生於廣東佛山順德。
父親尹琴卿為廣東音樂業餘愛好者，自幼隨父旅居香港，隨梁麗生學習廣東音樂。9歲加入「琳琅幻境社」音樂部，接觸丘鶴儔、何柳堂、宋三、沈允升等名家，2年後琳琅幻境社被停牌解散後，加入琳琅幻境社成員組成的“鐘聲慈善社”，並拜何柳堂為師。11歲首次登臺演出。14歲受上海精武體育會及中華音樂社之聘教授音樂，同時與呂文成隨司徒夢巖及旅居上海的李嘉士頓學習小提琴。
1923年應邀到新西蘭表演，1924年應香港華商總會的聘請到倫敦博覽會表演。其後到美國、加拿大等地演出。期間開始使用音域較寬的小提琴代替二弦，並創立“廣東小提琴”定弦為F－C－G－D，以適應廣東音樂的演奏效果，使用二弦的指法及弓法，形成了獨具一格的小提琴演奏技巧，故又被稱為「梵鈴王」。
1930年參加覺先聲劇團任首席音樂員，並與薛覺先結拜為兄弟。為樂隊引進小提琴、薩克斯管、吉他。1935年在香港成立“尹自重音樂社”，收徒傳藝。1942年在廣州大東亞茶座、溫拿茶座等與呂文成、何大傻、程嶽威合作，演奏廣東音樂，被譽為“四大天王”。
1949年後曾為新馬師曾、芳豔芬、吳君麗等擔任「頭架」、1961年由香港移民美國三藩市，並於當地教授音樂8年，後應波士頓華僑邀請，任教於僑聲音樂社。
1985年5月10日在美國波士頓寓所病逝。

## 重要作品
- 《夜合明珠》
- 《華胄英雄》
- 《朝天子》
- 《勝利》
- 《鳳舞》
- 《花鼓舞》

## 著名學生
- 駱臻
- 馮華
- 盧軾
- 廖森
- 芳豔芬
- 吳君麗